# Eiskunstlauf-Europameisterschaften 2011
Die 103. Eiskunstlauf-Europameisterschaften fanden vom 24. bis 30. Januar 2011 in der PostFinance-Arena in Bern statt. Die Schweiz war damit schon zum 19. Mal Ausrichter der Titelkämpfe, Bern jedoch erstmals. Die bisherigen Austragungsstädte in der Schweiz waren Davos, St. Moritz, Zürich, Genf und Lausanne.

## Bilanz

### Medaillenspiegel
| Platz | Land                   | Gold | Silber | Bronze | Gesamt |
| ----- | ---------------------- | ---- | ------ | ------ | ------ |
| 1     | Frankreich             | 2    | 1      | –      | 3      |
| 2     | Deutschland            | 1    | –      | –      | 1      |
| 2     | Schweiz                | 1    | –      | –      | 1      |
| 4     | Russland               | –    | 2      | 1      | 3      |
| 5     | Italien                | –    | 1      | –      | 1      |
| 6     | Finnland               | –    | –      | 1      | 1      |
| 6     | Tschechien             | –    | –      | 1      | 1      |
| 6     | Vereinigtes Königreich | –    | –      | 1      | 1      |

### Medaillengewinner
| Konkurrenz | Gold                               | Silber                               | Bronze                        |
| ---------- | ---------------------------------- | ------------------------------------ | ----------------------------- |
| Herren     | Florent Amodio                     | Brian Joubert                        | Tomáš Verner                  |
| Damen      | Sarah Meier                        | Carolina Kostner                     | Kiira Korpi                   |
| Paare      | Aljona Savchenko / Robin Szolkowy  | Juko Kawaguti / Alexander Smirnow    | Wera Basarowa / Juri Larionow |
| Eistanz    | Nathalie Péchalat / Fabian Bourzat | Jekaterina Bobrowa / Dmitri Solowjow | Sinead Kerr / John Kerr       |

## Wettbewerbe
Es fanden wie gewohnt vier Wettbewerbe statt, Einzellauf für Damen und Herren sowie Paarlauf und Eistanzen. Neu jedoch waren Qualifikationen vor dem eigentlichen Wettkampf. Im Einzel waren die 18 besten Athleten der letzten Europameisterschaften direkt für das Kurzprogramm qualifiziert, die anderen Athleten mussten in der Qualifikation ihre Kür laufen. Die zehn Besten dieser Qualifikation durften schließlich ebenfalls im Kurzprogramm antreten. Im Eistanzen waren die 15 besten Paare der letzten Europameisterschaften gesetzt, fünf Paare kamen aus der Qualifikation dazu. Im Paarlaufen fand aufgrund der geringen Zahl an Teilnehmern keine Qualifikation statt. Wenn ein Eisläufer bzw. ein Paar, das gesetzt war, nicht antrat, konnte ein anderer Läufer bzw. ein anderes Paar der gleichen Nation den Platz einnehmen.
Im Eistanzen fand erstmals kein Pflichttanz mehr statt. Nach einer Regeländerung aus dem Vorjahr bestand das Eistanzen fortan nur noch aus Kurz- und Kürtanz.

## Teilnehmer
Gemeldet für die Europameisterschaften hatten 38 Frauen, 38 Männer, 16 Paare im Paarlaufen und 27 Paare im Eistanzen. Die Athleten kamen aus 35 verschiedenen Ländern.
| Teilnehmende Nationen                                                            | Teilnehmende Nationen                                             | Teilnehmende Nationen                                                    | Teilnehmende Nationen                                         | Teilnehmende Nationen                                      |
| -------------------------------------------------------------------------------- | ----------------------------------------------------------------- | ------------------------------------------------------------------------ | ------------------------------------------------------------- | ---------------------------------------------------------- |
| Österreich Belarus Belgien Bosnien und Herzegowina Bulgarien Kroatien Tschechien | Dänemark Spanien Estland Finnland Frankreich Georgien Deutschland | Vereinigtes Königreich Griechenland Ungarn Irland Israel Italien Litauen | Luxemburg Monaco Niederlande Norwegen Polen Rumänien Russland | Slowenien Serbien Slowakei Schweden Schweiz Türkei Ukraine |

## Zeitplan
Der Zeitplan der Eiskunstlauf-Europameisterschaften:
Montag, 24. Januar
- Herren Qualifikation
- Eistanzen Qualifikation

Dienstag, 25. Januar
- Damen Qualifikation

Mittwoch, 26. Januar
- Eistanzen Kurztanz
- Paarlaufen Kurzprogramm

Donnerstag, 27. Januar
- Herren Kurzprogramm
- Paarlaufen Kür

Freitag, 28. Januar
- Damen Kurzprogramm
- Eistanzen Kürtanz

Samstag, 29. Januar
- Damen Kür
- Herren Kür

Sonntag, 30. Januar
- Schaulaufen

## Ergebnisse
- Pkt. = Punkte
- KP = Kurzprogramm
- KT = Kurztanz
- K = Kür

### Herren

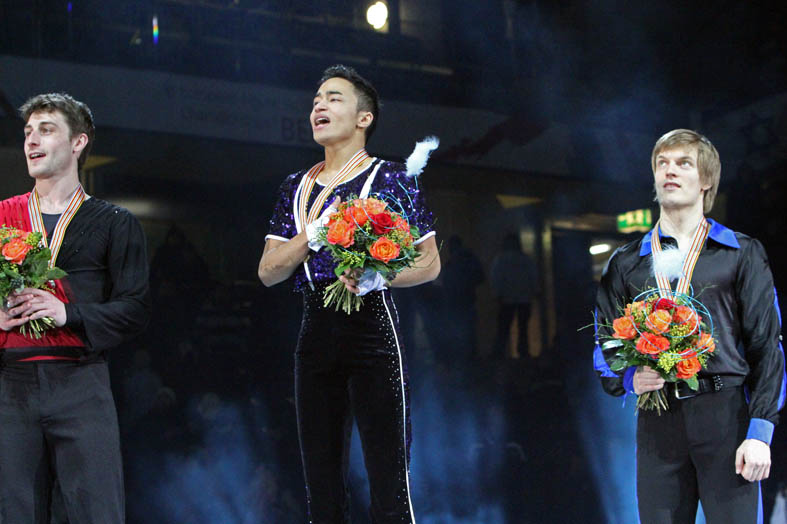
Das Podium der Herren, von links: Brian Joubert, Florent Amodio und Tomáš Verner

| Platz                                   | Sportler               | Land                    | Pkt.   | KP | K  |
| --------------------------------------- | ---------------------- | ----------------------- | ------ | -- | -- |
| 1                                       | Florent Amodio         | Frankreich              | 226,86 | 1  | 3  |
| 2                                       | Brian Joubert          | Frankreich              | 223,01 | 7  | 1  |
| 3                                       | Tomáš Verner           | Tschechien              | 222,60 | 5  | 2  |
| 4                                       | Kevin van der Perren   | Belgien                 | 216,59 | 4  | 5  |
| 5                                       | Artur Gatschinski      | Russland                | 216,07 | 3  | 6  |
| 6                                       | Samuel Contesti        | Italien                 | 204,88 | 6  | 9  |
| 7                                       | Konstantin Menschow    | Russland                | 202,62 | 14 | 4  |
| 8                                       | Michal Březina         | Tschechien              | 201,39 | 2  | 10 |
| 9                                       | Javier Fernández López | Spanien                 | 199,65 | 11 | 7  |
| 10                                      | Alban Préaubert        | Frankreich              | 196,15 | 10 | 8  |
| 11                                      | Peter Liebers          | Deutschland             | 189,00 | 9  | 11 |
| 12                                      | Paolo Bacchini         | Italien                 | 178,34 | 12 | 13 |
| 13                                      | Adrian Schultheiss     | Schweden                | 178,19 | 15 | 12 |
| 14                                      | Kristoffer Berntsson   | Schweden                | 172,58 | 8  | 21 |
| 15                                      | Anton Kowalewskyj      | Ukraine                 | 169,33 | 19 | 14 |
| 16                                      | Jorik Hendrickx        | Belgien                 | 168,38 | 13 | 19 |
| 17                                      | Kim Lucine             | Monaco                  | 167,97 | 20 | 15 |
| 18                                      | Viktor Pfeifer         | Österreich              | 164,83 | 17 | 20 |
| 19                                      | Javier Raya            | Spanien                 | 164,68 | 21 | 17 |
| 20                                      | Denis Wieczorek        | Deutschland             | 163,60 | 22 | 16 |
| 21                                      | Zoltán Kelemen         | Rumänien                | 160,50 | 23 | 18 |
| 22                                      | Laurent Alvarez        | Schweiz                 | 159,45 | 16 | 23 |
| 23                                      | Maxim Shipov           | Israel                  | 158,28 | 18 | 22 |
| 24                                      | Stephane Walker        | Schweiz                 | 137,64 | 24 | 24 |
| Nicht für die Kür qualifiziert          |                        |                         |        |    |    |
| 25                                      | Maciej Cieplucha       | Polen                   | 049,33 | 25 |    |
| 26                                      | Moris Pfeifhofer       | Schweiz                 | 046,93 | 26 |    |
| 27                                      | Ali Demirboğa          | Türkei                  | 042,09 | 27 |    |
| 28                                      | Justus Strid           | Dänemark                | 041,84 | 28 |    |
| Nicht für das Kurzprogramm qualifiziert |                        |                         |        |    |    |
| 29                                      | David Richardson       | Vereinigtes Königreich  |        |    |    |
| 30                                      | Tigran Vardanjan       | Ungarn                  |        |    |    |
| 31                                      | Damjan Ostojič         | Bosnien und Herzegowina |        |    |    |
| 32                                      | Jakub Štróbl           | Slowakei                |        |    |    |
| 33                                      | Valtter Virtanen       | Finnland                |        |    |    |
| 34                                      | Saulius Ambrulevičius  | Litauen                 |        |    |    |
| 35                                      | Michail Karaljuk       | Belarus                 |        |    |    |
| 36                                      | Boyito Mulder          | Niederlande             |        |    |    |
| 37                                      | Georgi Kentschadse     | Bulgarien               |        |    |    |
| Z                                       | Viktor Romanenkov      | Estland                 |        |    |    |

Z = Zurückgezogen

### Damen

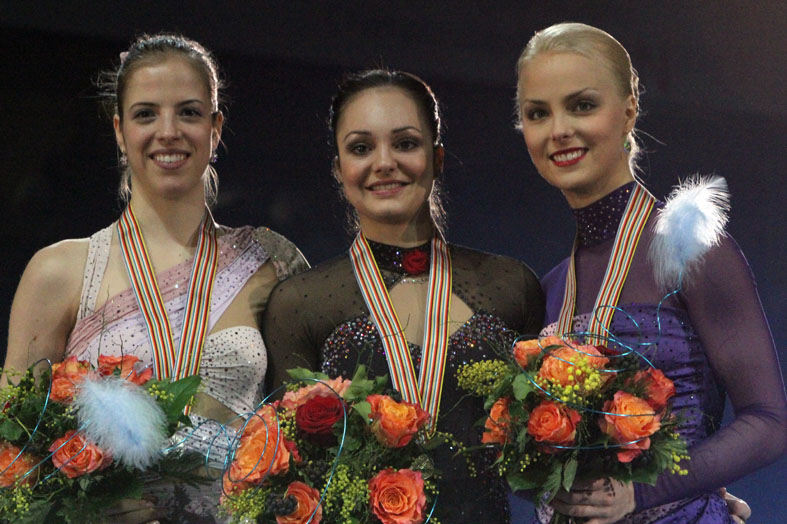
Das Podium der Damen, von links: Carolina Kostner, Sarah Meier und Kiira Korpi

| Platz                                   | Sportlerin            | Land                   | Pkt.   | KP | K  |
| --------------------------------------- | --------------------- | ---------------------- | ------ | -- | -- |
| 1                                       | Sarah Meier           | Schweiz                | 170,60 | 3  | 2  |
| 2                                       | Carolina Kostner      | Italien                | 168,54 | 6  | 1  |
| 3                                       | Kiira Korpi           | Finnland               | 166,40 | 1  | 4  |
| 4                                       | Xenija Makarowa       | Russland               | 162,04 | 2  | 5  |
| 5                                       | Aljona Leonowa        | Russland               | 154,31 | 13 | 3  |
| 6                                       | Viktoria Helgesson    | Schweden               | 151,66 | 4  | 7  |
| 7                                       | Ira Vannut            | Belgien                | 150,66 | 10 | 6  |
| 8                                       | Elene Gedewanischwili | Georgien               | 147,96 | 5  | 8  |
| 9                                       | Maé-Bérénice Méité    | Frankreich             | 138,74 | 7  | 10 |
| 10                                      | Valentina Marchei     | Italien                | 137,44 | 8  | 14 |
| 11                                      | Sarah Hecken          | Deutschland            | 137,43 | 9  | 12 |
| 12                                      | Sonia Lafuente        | Spanien                | 135,82 | 11 | 11 |
| 13                                      | Gerli Liinamäe        | Estland                | 133,73 | 16 | 9  |
| 14                                      | Jenna McCorkell       | Vereinigtes Königreich | 132,15 | 12 | 15 |
| 15                                      | Juulia Turkkila       | Finnland               | 131,38 | 14 | 13 |
| 16                                      | Romy Bühler           | Schweiz                | 122,33 | 15 | 17 |
| 17                                      | Karina Johnson        | Dänemark               | 121,63 | 24 | 16 |
| 18                                      | Svetlana Issakova     | Estland                | 118,44 | 18 | 18 |
| 19                                      | Viktória Pavuk        | Ungarn                 | 112,70 | 19 | 21 |
| 20                                      | Daša Grm              | Slowenien              | 112,54 | 21 | 20 |
| 21                                      | Alice Garlisi         | Italien                | 112,36 | 22 | 19 |
| 22                                      | Fleur Maxwell         | Luxemburg              | 110,59 | 17 | 24 |
| 23                                      | Christina Wassilewa   | Bulgarien              | 106,79 | 20 | 22 |
| 24                                      | Alexandra Kunová      | Slowakei               | 105,86 | 23 | 23 |
| Nicht für die Kür qualifiziert          |                       |                        |        |    |    |
| 25                                      | Anne Line Gjersem     | Norwegen               | 034,66 | 25 |    |
| 26                                      | Iryna Mowtschan       | Ukraine                | 031,43 | 26 |    |
| 27                                      | Clara Peters          | Irland                 | 030,91 | 27 |    |
| 28                                      | Birce Atabey          | Türkei                 | 030,50 | 28 |    |
| Nicht für das Kurzprogramm qualifiziert |                       |                        |        |    |    |
| 29                                      | Belinda Schönberger   | Österreich             |        |    |    |
| 30                                      | Nastassia Hrybko      | Belarus                |        |    |    |
| 31                                      | Martina Boček         | Tschechien             |        |    |    |
| 32                                      | Cecilia Törn          | Finnland               |        |    |    |
| 33                                      | Marina Seeh           | Serbien                |        |    |    |
| 34                                      | Katherine Hadford     | Ungarn                 |        |    |    |
| 35                                      | Georgia Glastris      | Griechenland           |        |    |    |
| 36                                      | Sabina Măriuță        | Rumänien               |        |    |    |
| 37                                      | Mirna Librić          | Kroatien               |        |    |    |
| Z                                       | Manouk Gijsman        | Niederlande            |        |    |    |

Z = Zurückgezogen

### Paare

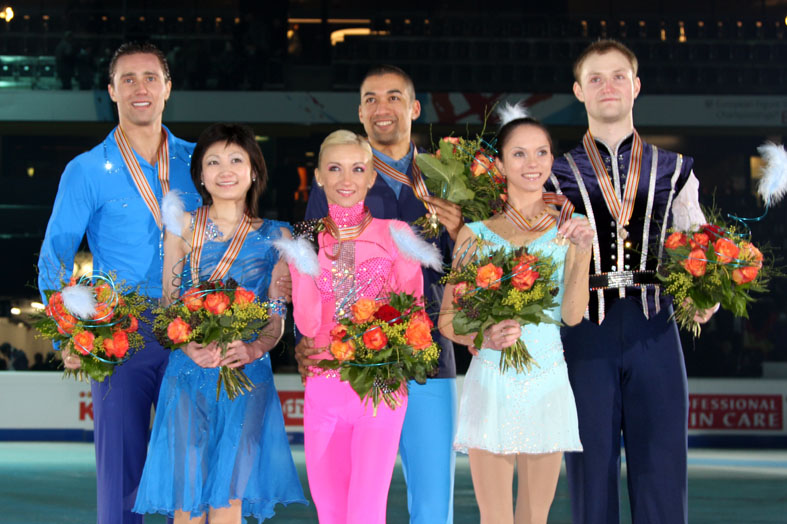
Das Podium der Paare, von links: Juko Kawaguti / Alexander Smirnow, Aljona Savchenko / Robin Szolkowy und Wera Basarowa / Juri Larionow

| Platz | Sportler                                  | Land                   | Pkt.   | KP | K  |
| ----- | ----------------------------------------- | ---------------------- | ------ | -- | -- |
| 1     | Aljona Savchenko / Robin Szolkowy         | Deutschland            | 206,20 | 1  | 2  |
| 2     | Juko Kawaguti / Alexander Smirnow         | Russland               | 203,61 | 2  | 1  |
| 3     | Wera Basarowa / Juri Larionow             | Russland               | 188,24 | 3  | 3  |
| 4     | Katarina Gerboldt / Alexander Enbert      | Russland               | 169,95 | 5  | 4  |
| 5     | Stefania Berton / Ondřej Hotárek          | Italien                | 164,83 | 4  | 5  |
| 6     | Maylin Hausch / Daniel Wende              | Deutschland            | 149,97 | 6  | 6  |
| 7     | Klára Kadlecová / Petr Bidař              | Tschechien             | 139,94 | 8  | 7  |
| 8     | Stacey Kemp / David King                  | Vereinigtes Königreich | 128,04 | 7  | 9  |
| 9     | Adeline Canac / Yannick Bonheur           | Frankreich             | 125,34 | 9  | 8  |
| 10    | Lubov Bakirova / Mikalai Kamianchuk       | Belarus                | 120,72 | 10 | 10 |
| 11    | Katharina Gierok / Florian Just           | Deutschland            | 118,06 | 11 | 11 |
| 12    | Carolina Gillespie / Luca Dematte         | Italien                | 115,53 | 12 | 12 |
| 13    | Natalja Zabijako / Sergei Kulmbach        | Estland                | 106,47 | 14 | 13 |
| 14    | Sally Hoolin / Jakub Safranek             | Vereinigtes Königreich | 104,16 | 13 | 14 |
| 15    | Stina Martini / Severin Kiefer            | Österreich             | 100,87 | 15 | 15 |
| Z     | Danielle Montalbano / Evgeni Krasnopolski | Israel                 |        |    |    |

Z = Zurückgezogen

### Eistanz
| Platz                               | Sportler                                   | Land                   | Pkt.   | KT | K  |
| ----------------------------------- | ------------------------------------------ | ---------------------- | ------ | -- | -- |
| 1                                   | Nathalie Péchalat / Fabian Bourzat         | Frankreich             | 167,40 | 1  | 1  |
| 2                                   | Jekaterina Bobrowa / Dmitri Solowjow       | Russland               | 161,14 | 2  | 2  |
| 3                                   | Sinead Kerr / John Kerr                    | Vereinigtes Königreich | 157,49 | 3  | 3  |
| 4                                   | Jelena Iljinych / Nikita Kazalapow         | Russland               | 153,48 | 4  | 4  |
| 5                                   | Federica Faiella / Massimo Scali           | Italien                | 145,92 | 9  | 5  |
| 6                                   | Jekaterina Rjasanowa / Ilja Tkatschenko    | Russland               | 145,05 | 5  | 6  |
| 7                                   | Nelli Schiganschina / Alexander Gazsi      | Deutschland            | 140,69 | 7  | 7  |
| 8                                   | Nora Hoffmann / Maxim Zavozin              | Ungarn                 | 140,30 | 6  | 8  |
| 9                                   | Pernelle Carron / Lloyd Jones              | Frankreich             | 135,41 | 8  | 10 |
| 10                                  | Lucie Myslivečková / Matěj Novák           | Tschechien             | 135,35 | 10 | 9  |
| 11                                  | Siobhan Heekin-Canedy / Alexander Shakalov | Ukraine                | 123,27 | 11 | 11 |
| 12                                  | Isabella Tobias / Deividas Stagniūnas      | Litauen                | 121,36 | 12 | 13 |
| 13                                  | Nadezhda Frolenkova / Mikhail Kasalo       | Ukraine                | 120,86 | 13 | 12 |
| 14                                  | Penny Coomes / Nicholas Buckland           | Vereinigtes Königreich | 116,47 | 18 | 14 |
| 15                                  | Sara Hurtado / Adria Diaz                  | Spanien                | 115,81 | 17 | 15 |
| 16                                  | Lorenza Alessandrini / Simone Vaturi       | Italien                | 115,35 | 14 | 18 |
| 17                                  | Allison Reed / Otar Dschaparidse           | Georgien               | 114,73 | 16 | 17 |
| 18                                  | Federica Testa / Christopher Mior          | Italien                | 112,64 | 15 | 19 |
| 19                                  | Ramona Elsener / Florian Roost             | Schweiz*               | 111,86 | 19 | 16 |
| 20                                  | Brooke Elizabeth Frieling / Lionel Rumi    | Israel                 | 099,63 | 20 | 20 |
| Nicht für die Kür qualifiziert      |                                            |                        |        |    |    |
| 21                                  | Irina Štork / Taavi Rand                   | Estland                | 038,76 | 21 |    |
| Nicht für den Kurztanz qualifiziert |                                            |                        |        |    |    |
| 22                                  | Nikola Višňová / Lukáš Csölley             | Slowakei               |        |    |    |
| 23                                  | Kira Geil / Tobias Eisenbauer              | Österreich             |        |    |    |
| 24                                  | Zsuzsanna Nagy / Máté Fejes                | Ungarn                 |        |    |    |
| 25                                  | Lessja Waladsenkawa / Witali Wakunow       | Belarus                |        |    |    |
| 26                                  | Henna Lindholm / Ossi Kanervo              | Finnland               |        |    |    |
| 27                                  | Kristina Tremasowa / Dimitar Litschew      | Bulgarien              |        |    |    |

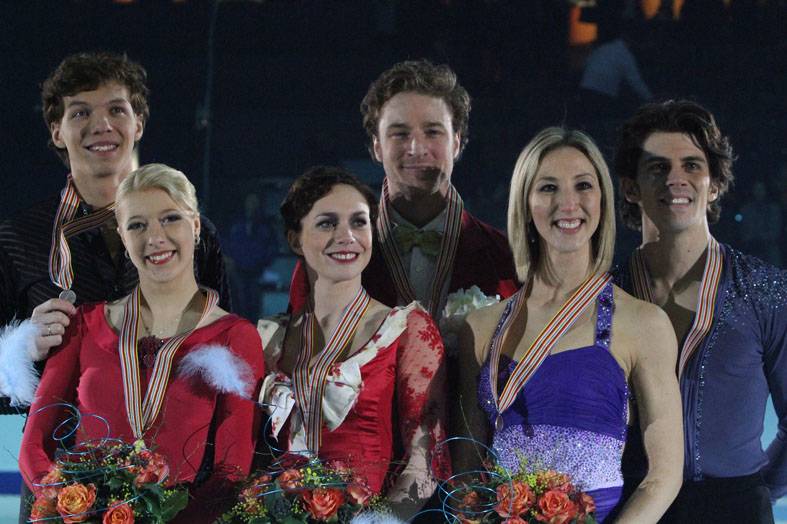
Das Podium der Eistänzer, von links: Jekaterina Bobrowa / Dmitri Solowjow, Nathalie Péchalat / Fabian Bourzat und Sinead Kerr / John Kerr

* Elsener / Roost belegten in der Qualifikation nur Platz 12. Obwohl sie damit den geforderten achten Rang verfehlten, konnten sie als Vertreter des Gastgeberlandes am weiteren Wettkampf teilnehmen.